# معدل فاعلية التكلفة التزايدية
التعريف

يُعرف معدل فاعلية التكلفة التزايدية (ICER) عبارة عن معادلة تستخدم بشكل عام في اقتصاديات الصحة لتوفير منهجية عملية لاتخاذ القرارات فيما يتعلق بالتدخلات الصحية. وهي تستخدم بشكل عام في تحليل فاعلية التكلفة. معدل فاعلية التكلفة التزايدية هو معدل التغيير في التكاليف لتحقيق الامتيازات التزايدية للتدخل أو التعامل العلاجي. والمعادلة الخاصة بمعدل فاعلية التكلفة التزايدية هي:

معدل فاعلية التكلفة التزايدية = (C1 – C2) / (E1 – E2)

حيث C1 وE1 هي التكلفة والتأثير في مجموعة التدخل أو العلاج، وC2 وE2 هي التكلفة والتأثير في مجموعة الرعاية للسيطرة. وغالبًا ما يتم وصف التكاليف في شكل وحدات مالية في حين أنه يتم قياس الامتيازات / التأثيرات في الحالة الصحية بالسنة العمرية معدلة الجودة (QALYs) التي يتم اكتسابها أو فقدها.
امتيازات استخدام معدل فاعلية التكلفة التزايدية

يوفر معدل فاعلية التكلفة التزايدية وسيلة لمقارنة المشروعات أو التدخلات عبر مستويات حالات وعلاجات متعددة للأمراض. وكما يتضح من المعادلة أعلاه، يتم إنشاء معدل بوحدات التكلفة لكل وحدة امتيازات / تأثير. من خلال استخدام هذا المعدل، يمكن عقد مقارنات بين طرق العلاج لتحديد الطريقة التي توفر العلاج الأكثر فاعلية من ناحية التكلفة. وبالتالي، فإن دراسات معدل فاعلية التكلفة التزايدية توفر فرصة للمساعدة على احتواء تكاليف الرعاية الصحية بدون تبعات صحية عكسية. كما أنها توفر كذلك المعلومات لواضعي السياسات حول المكان الذي يتم تخصيص الموارد به عندما تكون محدودة. ومع استمرار ارتفاع تكاليف الرعاية الصحية، فإن العديد من التجارب السريرية الجديدة تحاول تضمين معدل فاعلية التكلفة التزايدية في النتائج من أجل توفير المزيد من الأدلة حول الامتيازات المحتملة.
الخلافات الدائرة حول استخدام معدل فاعلية التكلفة التزايدية

يشعر العديد من الأشخاص أن جعل تدخلات الرعاية الصحية تعتمد على فاعلية التكلفة هو نوع من أنواع تقنين الرعاية الصحية وعبروا عن قلقهم حيال أن استخدام معدل فاعلية التكلفة التزايدية سيؤدي إلى تحديد مقدار أو أنواع العلاجات والتدخلات المتاحة للمرضى. وحاليًا، فإن المعهد الوطني للتفوق الصحي والسريري (NICE) التابع لهيئة الخدمات الصحية الوطنية (NHS) بانجلترا يستخدم دراسات فاعلية التكلفة لتحديد ما إذا كانت العلاجات الجديدة توفر قيمة أفضل أم لا مقارنة بالعلاج المستخدم حاليًا. ومع تزايد عدد الدراسات المتعلقة بفاعلية التكلفة، من المتوقع أن يتم وضع حد لمعدل فاعلية التكلفة من أجل قبول السداد أو قوائم الوصفات. ومع ذلك، لا يوجد دليل حاليًا بأن أنظمة الرعاية الصحية قد حددت هذا الحد، فبدون هذا المعيار، قد لا يكون تفسير تحليلات معدل فاعلية التكلفة التزايدية متسقًا.
وقد أثر القلق الناجم عن أن معدل فاعلية التكلفة التزايدية قد يؤدي إلى التقنين على واضعي السياسات في الولايات المتحدة. وقد نص قانون حماية المرضى ورعايتهم بتكلفة مقبولة لعام 2010 على إنشاء معهد أبحاث النتائج المعتمدة على المريض (PCORI). وكجزء من تقاليد إنشائه، لم يتم الترخيص لمعهد أبحاث النتائج المعتمدة على المريض لتطوير أو استخدام دراسات تحليل فاعلية التكلفة. ومن خلال كتابة قانون حماية المرضى ورعايتهم بتكلفة مقبولة، منعت لجنة التمويل في مجلس الشيوخ معهد أبحاث النتائج المعتمدة على المريض من استخدام «السنوات العمرية المعدلة حسب النقود مقابل الجودة (أو أي إجراء مشابه يقلل من قيمة الحياة بسبب عدم قدرة الشخص) كحد لتحديد نوع الرعاية الصحية الفعال من ناحية التكلفة أو الموصى به.»

## مثال
إذا كان علاج خيالي يساوي ما إجماليه 45.000 جنيه إسترليني بقيمة اليوم، وكان يزيد جودة الحياة (QoL) من 0.5 إلى 0.6 خلال ما تبقى من العمر من سن 70 فما فوق، مع زيادة الفترة العمرية المتوقعة من 73 إلى 75.
إجمالي السنوات العمرية معدلة الجودة بدون العلاج هي: 3 سنوات * 0.5 = 1.5 سنة عمرية معدلة الجودة
إجمالي السنوات العمرية معدلة الجودة مع العلاج هي: 5 سنوات * 0.6 = 3 سنوات عمرية معدلة الجودة
وبالتالي فإن العلاج مقترن بالحصول على 1.5 سنة عمرية معدلة الجودة وتكلفة مقدارها 45.000 جنيه إسترليني.
وبالتالي، يكون معدل فاعلية التكلفة التزايدية 45.000 جنيه إسترليني / 1.5 = 30.000 لكل سنة عمرية معدلة الجودة.